# PSYFIVE
《PSYFIVE》은 대한민국의 가수 싸이의 다섯 번째 정규 앨범이다. 싸이가 YG엔터테인먼트로 이적하고 난 후 첫 번째로 기획/제작되어 2010년 10월 20일 발매되었으며, 대표곡은 〈Right Now〉이다. 이 곡은 2011년에 잠시 여가부에 의해 19세 미만 청취 불가 곡으로 지정되었으나, 2012년 10월자로 해제되었다. 하지만 현재 유튜브에서 뮤직비디오를 시청할 경우 성인 인증 창이 나타난다.

## 수록곡
| #            | 제목                           | 작사         | 작곡         | 편곡         | 재생 시간 |
| ------------ | ------------------------------ | ------------ | ------------ | ------------ | --------- |
| 1.           | 〈싸군〉                       | 싸이         | 싸이, 유건형 | 유건형       | 4:08      |
| 2.           | 〈Right Now〉                  | 싸이         | 싸이, 유건형 | 유건형       | 3:24      |
| 3.           | 〈오늘밤새〉                   | 싸이         | 싸이, 유건형 | 유건형       | 3:45      |
| 4.           | 〈내 눈에는〉 (Feat. 이재훈)   | 싸이         | 싸이, 유건형 | 유건형       | 3:52      |
| 5.           | 〈Thank You〉 (Feat. 서인영)   | 싸이         | 싸이, 유건형 | 유건형       | 3:42      |
| 6.           | 〈예술이야〉                   | 싸이         | 싸이, 유건형 | 유건형       | 4:40      |
| 7.           | 〈설레인다〉                   | 싸이         | 싸이, 유건형 | 유건형       | 3:23      |
| 8.           | 〈서울의 밤거리〉 (Feat. YDG)  | 싸이, 양동근 | 싸이, 유건형 | 유건형       | 3:49      |
| 9.           | 〈그래서 그랬어〉 (Feat. 정엽) | 싸이         | 싸이, 유건형 | 유건형       | 4:21      |
| 10.          | 〈미치도록〉                   | 싸이         | 싸이, 유건형 | 유건형       | 3:23      |
| 11.          | 〈솔직히 까고 말해〉           | 싸이         | 싸이, 김도현 | 김도현       | 3:33      |
| 12.          | 〈나의 Wanna Be〉              | 싸이         | 싸이, 유건형 | 유건형       | 3:47      |
| 총 재생 시간 | 총 재생 시간                   | 총 재생 시간 | 총 재생 시간 | 총 재생 시간 | 43:05     |

## 참여
이 목록은 해당 앨범의 부클릿 〈staff〉목록에서 발췌하였다.
- 싸이 - 랩, 보컬, 코러스(1~3, 6, 7, 10, 12)

| 참여 음악인 - TST - 브라스(1, 3) - Sam Lee - 기타(1, 3, 12) - 김현아 - 코러스(2) - 오영상 - 기타(3) - 복'daBoomBass'미란 외 6명 - 코러스(3) - 이태윤 - 베이스 기타(4, 7, 12) - 융 스트링 - 현악(4, 6, 7, 10) - 신민 - 현악 편곡(4, 6, 7, 10) - 강수호 - 드럼(7, 12) - 유건형 - 피아노(7), 보코더(12) | 스탭 - 싸이 - 프로듀서 - 양현석 - 이그제큐티브 프로듀서 - 유건형 - CO 프로듀서 - 정은경/이경호/김초롱(스튜디오 U), 정은경/남국희(Rooby 스튜디오), 박준형(HUB 스튜디오) - 녹음 기술자 - JASON ROBERT, 양현석 - 믹싱(2~4, 6, 10) - 성지훈(스튜디오 U) - 믹싱(1, 5, 7~9, 12) - 박혁(굿 스튜디오) - 믹싱(11) - 장성은 - 아트 디렉터, 아트워크, 디자인 - 이현주 - 아트워크, 디자인 - 권순호(HOZO) - 일러스트레이터 - (주)신우문화 - 인쇄 - 황규완, 김형곤, 지민호 - 매니지먼트 - 이보영, 박채윤, 배민경, 정혜영 - 팬 매니지먼트 - 최성준, 정인경, 강선영, 황미현, 장민영, 최정수, 신성진, 노지원 - 프로모션, 마케팅 - 황민희 - PR, 광고 - 이주용, 장지원, 김에스더 - 해외 업무 - 이찬규, 이종원, 정효진, 김준형, 장우석 - E 비지니스 - 양민석 - 슈퍼바이저 - YG 엔터테인먼트 - 아티스트 프로모션 |